# Stornäbbad siska
Stornäbbad siska (Crithagra burtoni) är en afrikansk fågel i familjen finkar inom ordningen tättingar.

## Kännetecken

### Utseende
Stornäbbad siska är en stor (15-16 cm) och mörk siska med en diagnostisk mycket stor, rosavit näbb, brunsvart ansikte och brunaktigt bröst. Den har också varierande vitt på pannan. Till skillnad från den liknande kipengeresiskan har denna brun (inte vit) strupe, två vita vingband och mindre strimmig undersida. 

### Läten
Stornäbbade siskans läte beskrivs som ett diskant "seeeet", medan sången är en mix av visslingar och hårdare ljud, ljusare än strimsiskan.

## Utbredning och systematik
Fågeln förekommer lokalt i spridda delar av Centralafrika i höglänta områden vid skogskanter och närliggande jordbruksmark och snår. Den delas in i fyra underarter med följande utbredning:
- Crithagra burtoni burtoni – Nigeria, Kamerun och Bioko
- Crithagra burtoni tanganijicae – Angolas väst-centrala högland, östra Demokratiska republiken Kongo och angränsande västra Uganda
- Crithagra burtoni kilimensis – bergsskogar från östra Uganda till norra Kenya och norra Tanzania
- Crithagra burtoni albifrons – bergsskogar i östra Kenya (öster om Rift Valley)

Stornäbbad siska och kipengeresiskan (Crithagra melanochroa) har tidigare behandlats som en och samma art, men de skiljer sig både lätesmässigt och morfologiskt.

### Släktestillhörighet
Tidigare placerades den i släktet Serinus, men DNA-studier visar att den liksom ett stort antal afrikanska arter endast är avlägset släkt med t.ex. gulhämpling (S. serinus).

## Levnadssätt

### Föda
Stornäbbad siska lever huvudsakligen av frön, till exempel från korsörten Senecio montuosum, Nuxia-arter och Gnidia. Den intar även frukt från Mussanga och Trema samt mogna och omogna Rubus-bär. Den är oftast ganska långsamt och tillbakadragen när den födosöker och undgår därför ofta upptäckt.

### Häckning
Fågeln häckar monogamt juni till december, men även februari till maj. Det skålformade boet av lav, gräs, kvistar och växtfibrer placeras två till åtta meter över marken i en buske, klängväxt eller i en klumo av bambulöv. Den lägger två ägg som ruvas av båda föräldrar.

## Status
IUCN kategoriserar arten som livskraftig. Den beskrivs som vanlig, men ses sällan i några större antal.

## Namn
Fågelns vetenskapliga artnamn hedrar Lady Isabel Burton (född Arundel, 1831-1896), fru till brittiska upptäcktsresande Sir Richard Francis Burton. Fram tills nyligen kallades den även burtonsiska på svenska, men justerades 2022 till ett mer informativt namn av BirdLife Sveriges taxonomikommitté. Arten har tidigare på svenska kallats tjocknäbbad fink.